# Charles Thomson (artista)
Charles Thomson (Londra, 6 febbraio 1953) è un artista e poeta britannico esponente dello stucchismo.

## Biografia
Nei primi anni ottanta, Thomson fu membro dei Medway Poets. Nel 1999 lui e Billy Childish fondarono il movimento artistico dello stucchismo, di cui curò le mostre e una serie di manifestazioni contro il Turner Prize. Thomson presentò una denuncia formale all'OFT britannico contro il gallerista Charles Saatchi, accusato di monopolizzare il mercato dell'arte e di concorrenza sleale.

## Galleria d'immagini

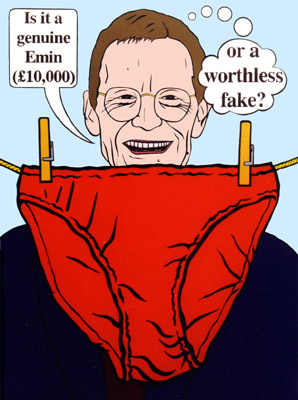
Sir Nicholas Serota Makes an Acquisitions Decision
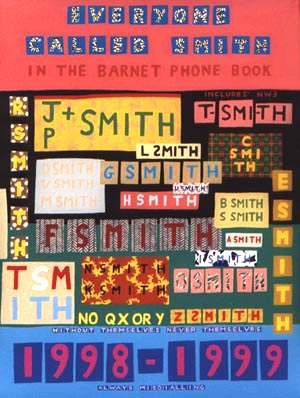
Everyone Called Smith
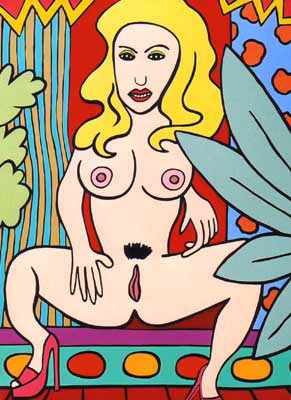
Stripper
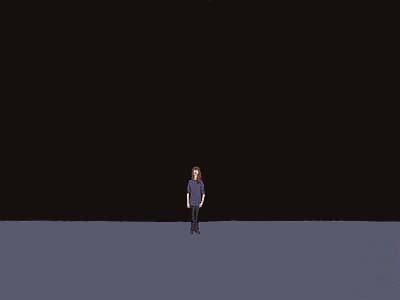
I Feel Bad When I Reject Your Love
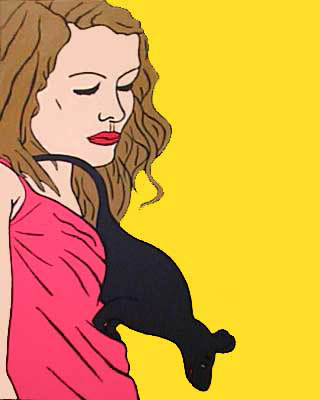
A Single Woman in London Is Never more than Six Inches from the Nearest Rat
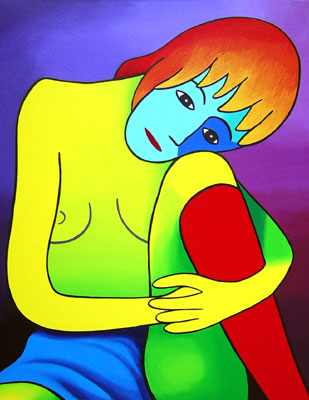
Woman with a Turquoise Face

## Opere
- The Enemies of Art: The Stuckists, 2011